# Монастырёк (Могилёвская область)
Монастырёк — деревня в Вепринском сельсовете Чериковского района Могилёвской области Беларуси. Стоит на реке Сож в 15 километрах от города Черикова.
С 2000 года деревня закрыта для въезда из-за радиоактивного загрязнения произошедшего после аварии на ЧАЭС.